# Henri Opper de Blowitz
Jindřich Opper, de son nom de naturalisation Henri Georges Stéphan Adolphe Opper de Blowitz, né le 28 décembre 1825 à Blovice (royaume de Bohême, Empire d'Autriche) et mort le 18 janvier 1903 à Paris, est un journaliste français qui joua un rôle diplomatique important. Correspondant étranger au Times à Paris, il signait ses articles Blowitz.

## Biographie
Né Jindřich Opper, fils de Marc Opper et Anne Hartmann, une famille de confession juive anciennement établie à Blovice en Bohême, il quitte sa région à l'âge de quinze ans et tente de parcourir l'Europe afin d'acquérir une expérience professionnelle. Alors que des contraintes financières lui imposent d'émigrer vers l'Amérique, il croise en 1849 la route du comte Alfred de Falloux, ministre de l'Instruction publique, qui lui trouve un poste de professeur d'allemand au lycée de Tours. Muté par la suite à Limoges, Poitiers, puis Marseille au lycée Thiers, il démissionne en 1859 pour se marier et se consacrer à la politique et à la littérature.
En 1869, il soutient la candidature de Ferdinand de Lesseps au poste de député dans la circonscription de Marseille, mais à la suite d'un scandale via La Dépêche du Midi où il travaille comme rédacteur et où il aurait exprimé un peu fort son opposition au régime impérial, le pouvoir réclame son expulsion du territoire. Blowitz se retire à la campagne. L'année suivante, il prédit l'effondrement du Second Empire, toujours dans la presse, et ce, bien avant la défaite de Sedan. Se réfugiant dans la Drôme auprès d'élus militants pro-républicains, il échappe à l'expulsion en se faisant naturaliser français le 5 octobre 1870, et de là, retourne à Marseille pour se rapprocher d'Adolphe Thiers. Ce dernier l'embauche lorsque le gouvernement s'installe à Versailles et Blowitz se montre très efficace ; en récompense, Thiers le nomme consul à Riga.
Entretemps, Blowitz était devenu l'assistant de Laurence Oliphant, correspondant à Paris pour le quotidien britannique The Times, en remplacement de Frederick Hardman : quand ce dernier meurt en 1873, Blowitz devient correspondant pour le quotidien et commença alors une carrière entre Paris et Londres.
Il accomplit sa tache avec un grand sérieux, une plume parfois féroce, lumineuse et non sans humour, autant de qualités qui font de lui bientôt une figure incontournable de la vie publique française. Les Affaires étrangères entrent en contact avec lui par le biais du ministre Louis Decazes qui l'informe qu'un plan d'attaque secret des Allemands contre la France se prépare, plan que Blowitz expose au grand jour le lendemain même dans les colonnes de son journal : l'opinion internationale, scandalisée par cette perspective, se mobilise et le projet allemand échoue. Entre 1877 et 1888, il dénonce à plusieurs reprises diverses manœuvres antirépublicaines. Son coup le plus fameux eut lieu en 1878, quand il parvint à publier avant tout le monde le texte du traité de Berlin, au moment même où traînaient les pourparlers. Il fut fait officier de la Légion d'honneur dans la foulée sur le rapport du ministère de l'Intérieur.
Dès lors, Blowitz va mener une vie assez mondaine, se retirant de temps en temps à la campagne dans un manoir (les lampottes, qui existe toujours) qu'il a fait construire aux Petites-Dalles où il reçoit des artistes, des écrivains comme Lucien Daudet et Jacques-Vincent. Il apparaît croqué par Ape dans le numéro du 7 décembre 1889 de Vanity Fair : d'une belle et forte allure, son grand pardessus fourré, ses favoris et sa cravate lui donnent un air à la Offenbach.
Il était ami de l'actrice Sarah Bernhardt[réf. souhaitée], elle aussi liée aux Petites Dalles.
En 1999, George MacDonald Fraser en fait un personnage de sa série romanesque Flashman and the Tiger.

## Vie privée
Blowitz avait épousé Anne-Amélie Rethfort-Arnaud en 1859 mais n'eut pas d'enfant. Il éleva Stéphane Lauzanne — qui fut rédacteur-en-chef du Matin — comme son propre fils et qu'il finit par adopter.
Il habita sur Paris dans plusieurs logements successifs : rue du Centre (1871), 22 rue Vivienne (1878), 2 rue Greuze (1900).

## Écrits
- Le Mariage royal d'Espagne : Janvier 1878, Paris, E. Plon et Cie, 1878.
- (en) Memoirs of M. de Blowitz, Londres, E. Arnold, 1903 et New York, Doubleday Page and Co, 1905.